# Noors handbalteam (mannen)
Het Noors handbalteam is het nationale team van Noorwegen voor mannen. Het team vertegenwoordigt de Noorse handbalbond Norges Håndballforbund.

## Resultaten

### Olympische Spelen
| Jaar                                 | Resultaat               | Wed                     | W                       | G                       | V                       | DV                      | DT                      | DS                      |
| ------------------------------------ | ----------------------- | ----------------------- | ----------------------- | ----------------------- | ----------------------- | ----------------------- | ----------------------- | ----------------------- |
| 1936                                 | Niet gekwalificeerd     | Niet gekwalificeerd     | Niet gekwalificeerd     | Niet gekwalificeerd     | Niet gekwalificeerd     | Niet gekwalificeerd     | Niet gekwalificeerd     | Niet gekwalificeerd     |
| Niet georganiseerd van 1948 t/m 1968 |                         |                         |                         |                         |                         |                         |                         |                         |
| 1972                                 | 9e                      | 5                       | 3                       | 1                       | 1                       | 90                      | 87                      |                         |
| 1976                                 | Niet gekwalificeerd     | Niet gekwalificeerd     | Niet gekwalificeerd     | Niet gekwalificeerd     | Niet gekwalificeerd     | Niet gekwalificeerd     | Niet gekwalificeerd     | Niet gekwalificeerd     |
| 1980                                 | Niet gekwalificeerd     | Niet gekwalificeerd     | Niet gekwalificeerd     | Niet gekwalificeerd     | Niet gekwalificeerd     | Niet gekwalificeerd     | Niet gekwalificeerd     | Niet gekwalificeerd     |
| 1984                                 | Niet gekwalificeerd     | Niet gekwalificeerd     | Niet gekwalificeerd     | Niet gekwalificeerd     | Niet gekwalificeerd     | Niet gekwalificeerd     | Niet gekwalificeerd     | Niet gekwalificeerd     |
| 1988                                 | Niet gekwalificeerd     | Niet gekwalificeerd     | Niet gekwalificeerd     | Niet gekwalificeerd     | Niet gekwalificeerd     | Niet gekwalificeerd     | Niet gekwalificeerd     | Niet gekwalificeerd     |
| 1992                                 | Niet gekwalificeerd     | Niet gekwalificeerd     | Niet gekwalificeerd     | Niet gekwalificeerd     | Niet gekwalificeerd     | Niet gekwalificeerd     | Niet gekwalificeerd     | Niet gekwalificeerd     |
| 1996                                 | Niet gekwalificeerd     | Niet gekwalificeerd     | Niet gekwalificeerd     | Niet gekwalificeerd     | Niet gekwalificeerd     | Niet gekwalificeerd     | Niet gekwalificeerd     | Niet gekwalificeerd     |
| 2000                                 | Niet gekwalificeerd     | Niet gekwalificeerd     | Niet gekwalificeerd     | Niet gekwalificeerd     | Niet gekwalificeerd     | Niet gekwalificeerd     | Niet gekwalificeerd     | Niet gekwalificeerd     |
| 2004                                 | Niet gekwalificeerd     | Niet gekwalificeerd     | Niet gekwalificeerd     | Niet gekwalificeerd     | Niet gekwalificeerd     | Niet gekwalificeerd     | Niet gekwalificeerd     | Niet gekwalificeerd     |
| 2008                                 | Niet gekwalificeerd     | Niet gekwalificeerd     | Niet gekwalificeerd     | Niet gekwalificeerd     | Niet gekwalificeerd     | Niet gekwalificeerd     | Niet gekwalificeerd     | Niet gekwalificeerd     |
| 2012                                 | Niet gekwalificeerd     | Niet gekwalificeerd     | Niet gekwalificeerd     | Niet gekwalificeerd     | Niet gekwalificeerd     | Niet gekwalificeerd     | Niet gekwalificeerd     | Niet gekwalificeerd     |
| 2016                                 | Niet gekwalificeerd     | Niet gekwalificeerd     | Niet gekwalificeerd     | Niet gekwalificeerd     | Niet gekwalificeerd     | Niet gekwalificeerd     | Niet gekwalificeerd     | Niet gekwalificeerd     |
| 2020                                 | 7e                      | 6                       | 3                       | 0                       | 3                       | 161                     | 163                     |                         |
| 2024                                 | Toekomstige evenementen | Toekomstige evenementen | Toekomstige evenementen | Toekomstige evenementen | Toekomstige evenementen | Toekomstige evenementen | Toekomstige evenementen | Toekomstige evenementen |
| 2028                                 | Toekomstige evenementen | Toekomstige evenementen | Toekomstige evenementen | Toekomstige evenementen | Toekomstige evenementen | Toekomstige evenementen | Toekomstige evenementen | Toekomstige evenementen |
| Totaal                               | 2/16                    | 11                      | 6                       | 1                       | 4                       | 251                     | 250                     |                         |

### Wereldkampioenschappen
| Wereldkampioenschap | Wereldkampioenschap     | Wereldkampioenschap     | Wereldkampioenschap     | Wereldkampioenschap     | Wereldkampioenschap     | Wereldkampioenschap     | Wereldkampioenschap     | Wereldkampioenschap     |                         |
| Jaar                | Resultaat               | Wed                     | W                       | G                       | V                       | DV                      | DT                      | DS                      |                         |
| ------------------- | ----------------------- | ----------------------- | ----------------------- | ----------------------- | ----------------------- | ----------------------- | ----------------------- | ----------------------- | ----------------------- |
| 1938                | Niet gekwalificeerd     | Niet gekwalificeerd     | Niet gekwalificeerd     | Niet gekwalificeerd     | Niet gekwalificeerd     | Niet gekwalificeerd     | Niet gekwalificeerd     | Niet gekwalificeerd     |                         |
| 1954                | Niet gekwalificeerd     | Niet gekwalificeerd     | Niet gekwalificeerd     | Niet gekwalificeerd     | Niet gekwalificeerd     | Niet gekwalificeerd     | Niet gekwalificeerd     | Niet gekwalificeerd     |                         |
| 1958                | 6e                      | 6                       | 3                       | 0                       | 3                       | 118                     | 102                     |                         |                         |
| 1961                | 7e                      | 6                       | 2                       | 0                       | 4                       | 73                      | 85                      |                         |                         |
| 1964                | 11e                     | 3                       | 1                       | 0                       | 2                       | 37                      | 47                      |                         |                         |
| 1967                | 13e                     | 3                       | 0                       | 0                       | 3                       | 44                      | 58                      |                         |                         |
| 1970                | 13e                     | 3                       | 0                       | 0                       | 3                       | 23                      | 28                      |                         |                         |
| 1974                | Niet gekwalificeerd     | Niet gekwalificeerd     | Niet gekwalificeerd     | Niet gekwalificeerd     | Niet gekwalificeerd     | Niet gekwalificeerd     | Niet gekwalificeerd     | Niet gekwalificeerd     |                         |
| 1978                | Niet gekwalificeerd     | Niet gekwalificeerd     | Niet gekwalificeerd     | Niet gekwalificeerd     | Niet gekwalificeerd     | Niet gekwalificeerd     | Niet gekwalificeerd     | Niet gekwalificeerd     |                         |
| 1982                | Niet gekwalificeerd     | Niet gekwalificeerd     | Niet gekwalificeerd     | Niet gekwalificeerd     | Niet gekwalificeerd     | Niet gekwalificeerd     | Niet gekwalificeerd     | Niet gekwalificeerd     |                         |
| 1986                | Niet gekwalificeerd     | Niet gekwalificeerd     | Niet gekwalificeerd     | Niet gekwalificeerd     | Niet gekwalificeerd     | Niet gekwalificeerd     | Niet gekwalificeerd     | Niet gekwalificeerd     |                         |
| 1990                | Niet gekwalificeerd     | Niet gekwalificeerd     | Niet gekwalificeerd     | Niet gekwalificeerd     | Niet gekwalificeerd     | Niet gekwalificeerd     | Niet gekwalificeerd     | Niet gekwalificeerd     |                         |
| 1993                | 13e                     | 3                       | 0                       | 1                       | 2                       | 51                      | 57                      |                         |                         |
| 1995                | Niet gekwalificeerd     | Niet gekwalificeerd     | Niet gekwalificeerd     | Niet gekwalificeerd     | Niet gekwalificeerd     | Niet gekwalificeerd     | Niet gekwalificeerd     | Niet gekwalificeerd     |                         |
| 1997                | 12e                     | 6                       | 1                       | 2                       | 3                       | 132                     | 141                     |                         |                         |
| 1999                | 13e                     | 6                       | 2                       | 1                       | 3                       | 156                     | 162                     |                         |                         |
| 2001                | 14e                     | 6                       | 2                       | 1                       | 3                       | 139                     | 155                     |                         |                         |
| 2003                | Niet gekwalificeerd     | Niet gekwalificeerd     | Niet gekwalificeerd     | Niet gekwalificeerd     | Niet gekwalificeerd     | Niet gekwalificeerd     | Niet gekwalificeerd     | Niet gekwalificeerd     |                         |
| 2005                | 7e                      | 9                       | 6                       | 1                       | 2                       | 258                     | 219                     |                         |                         |
| 2007                | 13e                     | 6                       | 4                       | 0                       | 2                       | 181                     | 137                     |                         |                         |
| 2009                | 9e                      | 9                       | 6                       | 0                       | 3                       | 280                     | 232                     |                         |                         |
| 2011                | 9e                      | 9                       | 5                       | 0                       | 4                       | 259                     | 255                     |                         |                         |
| 2013                | Niet gekwalificeerd     | Niet gekwalificeerd     | Niet gekwalificeerd     | Niet gekwalificeerd     | Niet gekwalificeerd     | Niet gekwalificeerd     | Niet gekwalificeerd     | Niet gekwalificeerd     |                         |
| 2015                | Niet gekwalificeerd     | Niet gekwalificeerd     | Niet gekwalificeerd     | Niet gekwalificeerd     | Niet gekwalificeerd     | Niet gekwalificeerd     | Niet gekwalificeerd     | Niet gekwalificeerd     |                         |
| 2017                | 2e                      | 9                       | 7                       | 0                       | 2                       | 274                     | 234                     |                         |                         |
| 2019                | 2e                      | 10                      | 8                       | 0                       | 2                       | 325                     | 256                     |                         |                         |
| 2021                | 6e                      | 7                       | 5                       | 0                       | 2                       | 219                     | 197                     |                         |                         |
| 2023                | 6e                      | 6                       | 7                       | 0                       | 2                       | 278                     | 233                     |                         |                         |
| 2025                | Toekomstige evenementen | Toekomstige evenementen | Toekomstige evenementen | Toekomstige evenementen | Toekomstige evenementen | Toekomstige evenementen | Toekomstige evenementen | Toekomstige evenementen | Toekomstige evenementen |
| 2027                | Toekomstige evenementen | Toekomstige evenementen | Toekomstige evenementen | Toekomstige evenementen | Toekomstige evenementen | Toekomstige evenementen | Toekomstige evenementen | Toekomstige evenementen | Toekomstige evenementen |
| Total               | 18/30                   | 109                     | 59                      | 6                       | 45                      | 2847                    | 2599                    |                         |                         |

### Europese kampioenschappen
| Europees kampioenschap | Europees kampioenschap      | Europees kampioenschap      | Europees kampioenschap      | Europees kampioenschap      | Europees kampioenschap      | Europees kampioenschap      | Europees kampioenschap      | Europees kampioenschap      | Europees kampioenschap |
| Jaar                   | Resultaat                   | Wed                         | W                           | G                           | V                           | DV                          | DT                          | DS                          |                        |
| ---------------------- | --------------------------- | --------------------------- | --------------------------- | --------------------------- | --------------------------- | --------------------------- | --------------------------- | --------------------------- | ---------------------- |
| 1994                   | Niet gekwalificeerd         | Niet gekwalificeerd         | Niet gekwalificeerd         | Niet gekwalificeerd         | Niet gekwalificeerd         | Niet gekwalificeerd         | Niet gekwalificeerd         | Niet gekwalificeerd         |                        |
| 1996                   | Niet gekwalificeerd         | Niet gekwalificeerd         | Niet gekwalificeerd         | Niet gekwalificeerd         | Niet gekwalificeerd         | Niet gekwalificeerd         | Niet gekwalificeerd         | Niet gekwalificeerd         |                        |
| 1998                   | Niet gekwalificeerd         | Niet gekwalificeerd         | Niet gekwalificeerd         | Niet gekwalificeerd         | Niet gekwalificeerd         | Niet gekwalificeerd         | Niet gekwalificeerd         | Niet gekwalificeerd         |                        |
| 2000                   | 8e                          | 6                           | 1                           | 1                           | 4                           | 133                         | 144                         |                             |                        |
| 2002                   | Niet gekwalificeerd         | Niet gekwalificeerd         | Niet gekwalificeerd         | Niet gekwalificeerd         | Niet gekwalificeerd         | Niet gekwalificeerd         | Niet gekwalificeerd         | Niet gekwalificeerd         |                        |
| 2004                   | Niet gekwalificeerd         | Niet gekwalificeerd         | Niet gekwalificeerd         | Niet gekwalificeerd         | Niet gekwalificeerd         | Niet gekwalificeerd         | Niet gekwalificeerd         | Niet gekwalificeerd         |                        |
| 2006                   | 11e                         | 6                           | 2                           | 0                           | 4                           | 178                         | 177                         |                             |                        |
| 2008                   | 6e                          | 7                           | 3                           | 2                           | 2                           | 196                         | 185                         |                             |                        |
| 2010                   | 7e                          | 6                           | 3                           | 0                           | 3                           | 169                         | 164                         |                             |                        |
| 2012                   | 13e                         | 3                           | 1                           | 0                           | 2                           | 80                          | 87                          |                             |                        |
| 2014                   | 14e                         | 3                           | 0                           | 1                           | 2                           | 77                          | 84                          |                             |                        |
| 2016                   | 4e                          | 8                           | 4                           | 1                           | 3                           | 235                         | 233                         |                             |                        |
| 2018                   | 7e                          | 6                           | 4                           | 0                           | 2                           | 191                         | 172                         |                             |                        |
| 2020                   | 3e                          | 9                           | 8                           | 0                           | 1                           | 273                         | 236                         |                             |                        |
| 2022                   | 5e                          | 8                           | 6                           | 0                           | 2                           | 246                         | 211                         |                             |                        |
| 2024                   | Toekomstig evenement        | Toekomstig evenement        | Toekomstig evenement        | Toekomstig evenement        | Toekomstig evenement        | Toekomstig evenement        | Toekomstig evenement        | Toekomstig evenement        |                        |
| 2026                   | Gekwalificeerd als gastland | Gekwalificeerd als gastland | Gekwalificeerd als gastland | Gekwalificeerd als gastland | Gekwalificeerd als gastland | Gekwalificeerd als gastland | Gekwalificeerd als gastland | Gekwalificeerd als gastland |                        |
| 2028                   | Toekomstig evenement        | Toekomstig evenement        | Toekomstig evenement        | Toekomstig evenement        | Toekomstig evenement        | Toekomstig evenement        | Toekomstig evenement        | Toekomstig evenement        |                        |
| Totaal                 | 11/18                       | 62                          | 32                          | 5                           | 25                          | 1778                        | 1693                        |                             |                        |